# راندا مارکوس
راندا مارکوس (انگلیسی: Randa Markos؛ زادهٔ ۱۰ اوت ۱۹۸۵) ورزشکار هنرهای رزمی ترکیبی اهل عراق است. وی از سال ۲۰۰۹ میلادی تاکنون مشغول فعالیت بوده‌است.